# Empoli Football Club
L'Empoli Football Club, meglio noto come Empoli, è una società calcistica italiana con sede nella città di Empoli. Milita in Serie B, la seconda divisione del campionato italiano di calcio. 
Fondato nel 1920, fa parte del ristretto gruppo di club che hanno partecipato a un campionato di calcio di massima divisione in un periodo in cui la loro città non era capoluogo di provincia (insieme a Lecco, Carpi, Cesena, Legnano, Pro Patria, Sassuolo, Novese e Casale).
Il soprannome della squadra è Azzurri, dovuto al colore della prima divisa del club. La squadra disputa i propri incontri interni allo stadio Castellani-Computer Gross Arena, che ha una capienza di 16 800 posti a sedere.
L'Empoli ha partecipato a 89 campionati nazionali di cui 50 in campionati del terzo livello, 22 in Serie B e 17 in Serie A. In ambito europeo il miglior risultato è stata la partecipazione alla Coppa UEFA 2007-2008.
Nel suo palmares l’Empoli vanta la vittoria di 3 campionati di Serie B (2004-2005, 2017-2018 e 2020-2021), di una Coppa Italia Serie C (1995-1996) e due campionati Primavera (1998-99 e 2020-2021).
La FIGC considera l'Empoli al trentaduesimo posto nella graduatoria della tradizione sportiva dei club ad essa affiliati. L'Empoli occupa attualmente il 24º posto nella classifica perpetua della Serie A e il 23º nella classifica perpetua della Serie B.

## Storia

### Dagli anni venti agli anni settanta

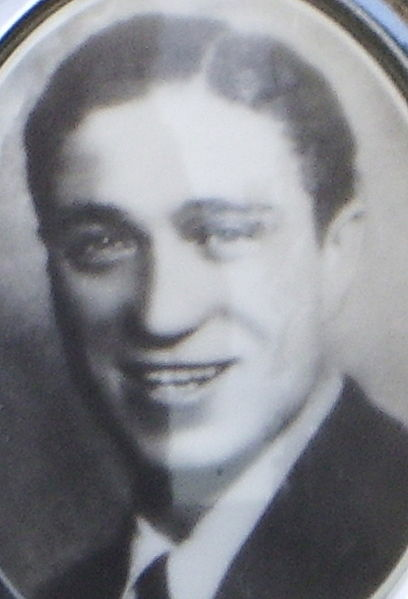
Carlo Castellani, terzo miglior marcatore della storia dell'Empoli con 61 gol in 145 gare. A lui è dedicato lo stadio cittadino

Nell'agosto 1920 nascono il Football Club Empoli e la sezione calcistica Unione Sportiva Empolese, le quali, dopo la disputa del torneo di San Miniato, si fondono dando luogo ad un'unica entità calcistica cittadina. Già a partire dalla stagione successiva, la neonata società, dopo aver ottenuto nel mese di settembre l'affiliazione alla FIGC ratificata dal Comitato Regionale Toscano, viene inserita nel girone A toscano della Promozione 1921-1922, ma vi rinuncia a partecipare per problemi economici, scegliendo di iscriversi al campionato di Terza Categoria, dove la squadra ottiene la seconda posizione del girone A.
Nella stagione 1922-1923 l'Empoli conclude al secondo posto il girone A toscano della Terza Divisione, ottenendo l'ammissione al girone finale dopo aver vinto la spareggio a Firenze, disputato il 15 aprile 1923, con il Pontedera per 1-0. La stagione viene conclusa con il terzo posto nel girone finale.
Le tre stagioni successive, dal 1923 al 1926, l'Empoli continua a disputare i campionati della Terza Divisione Toscana. Poi, nel campionato 1926-1927, il club empolese vince il girone A della divisione Toscana, e viene ammesso alle finali interregionali; nonostante il semplice quarto posto ottenuto nel girone G, i toscani vengono ammessi nella divisione Nord della Seconda Divisione 1927-1928, corrispondente al terzo livello nazionale dell'epoca, per ripescaggio decretato dal Direttorio Divisioni Inferiori Nord. Nella stagione successiva la squadra viene inserita quindi nel girone C della divisione Nord, che conclude in quarta posizione, ma per motivi economici rifiuta l'invito a partecipare al campionato successivo di Prima Divisione, e segue dunque il declassamento della Seconda Divisione da terza a quarta serie. Tuttavia già la stagione successiva, in Seconda Divisione 1928-1929, conquista la promozione, laureandosi campione di Toscana, e ritorna nella divisione Nord della Prima Divisione.
L'Empoli rimane in Prima Divisione, poi Serie C, fino alla stagione 1935-1936, quando la squadra viene ritirata a campionato in corso a causa del richiamo alle armi di molti dei suoi giocatori. L'Empoli riprende l'attività agonistica dalla stagione seguente ripartendo dalla Prima Divisione, con la denominazione di Dopolavoro Empolese, e con i colori sociali grigio ed azzurro; la squadra vince il girone A toscano ottenendo nuovamente l'ammissione in Serie C. Fino alla sospensione dell'attività per cause belliche l'Empoli disputa la Serie C, ottenendo come massimo risultato il sesto posto nel 1938-1939. Nel frattempo, la società assume la denominazione Dopolavoro Interaziendale Italo Gambacciani Sezione Calcio dal 1938 al 1941, fino a quando la cambia di nuovo in Associazione Calcio Empoli. Sempre in questo periodo, esattamente il 15 settembre 1935, avviene l'esordio in Coppa Italia, con un successo casalingo di misura per 1-0 sul Pontedera.

Una formazione dell'Empoli nella stagione 1979-1980

Dopo il conflitto mondiale l'Empoli si presenta con la denominazione societaria di Empoli Foot Ball Club, dopo essersi chiamata Gruppo Sportivo Azelio Landi per un breve periodo tra ottobre e novembre 1944, e viene ammesso in Serie B grazie al terzo posto conquistato nella stagione 1945-46 nel campionato di Serie C Centro-Sud. Nella serie cadetta l'Empoli milita per quattro stagioni consecutive, conquistando anche un terzo posto nella stagione 1946-47: la retrocessione della società, che nel frattempo aveva adottato il solo colore azzurro, avviene infatti al termine del campionato 1949-1950. La permanenza in Serie C dura per sei stagioni: nell'estate 1955 la società azzurra vende gran parte dei giocatori, ed al termine della stagione 1955-1956 la formazione toscana retrocede in Serie D. Malgrado la retrocessione, l'Empoli trova in alcune ditte locali di abbigliamento gli sponsor: questo è uno dei primi casi, nella storia del calcio italiano, in cui una società si abbina ad un marchio commerciale. Dopo tre stagioni in quarta serie, nella stagione 1959-1960 gli azzurri rischiano la retrocessione nei tornei regionali: dopo essersi piazzato al quindicesimo posto a pari punti con Carrarese e Rieti, è necessaria la disputa di un girone a tre di spareggio per decretare la squadra che può disputare la Serie D 1960-1961, e la formazione azzurra riesce a salvarsi pareggiando prima con la Carrarese e poi superando i laziali, a Pesaro, con una rete di Vezzosi. Nel 1960-61 l'Empoli torna nel terzo livello del campionato italiano, ma per una sola stagione, dato che al termine incorre in una nuova retrocessione.
Il nuovo ritorno azzurro in Serie C arriva il 9 giugno 1963 battendo il Tempio per 2-1 nello spareggio disputato a Genova. La permanenza nel terzo livello del campionato italiano, dal 1978-1979 chiamato Serie C1, questa volta dura per venti anni, fino alla stagione 1982-1983.

### Gli anni ottanta e novanta
Per la stagione 1982-1983, con alla guida tecnica Giampiero Vitali, la società empolese opera una campagna acquisti molto onerosa, allestendo un reparto difensivo che subirà appena 14 gol in tutto il campionato. L'Empoli riesce ad ottenere la Serie B dopo 33 stagioni dall'ultima presenza, grazie ad una promozione conquistata all'ultima giornata, il 5 giugno 1983, con la vittoria sulla già retrocessa Paganese per 4-1 che permette la vittoria del girone B della Serie C1 1982-1983. Alla terza stagione consecutiva nella serie cadetta, la squadra azzurra conclude il campionato di Serie B 1985-1986 con la quarta posizione in classifica; tuttavia, grazie alla penalizzazione assegnata ad agosto al Vicenza in seguito al verdetto della CAF sullo scandalo del calcioscommesse, l'Empoli scala al terzo posto, conquistando dunque per la prima volta la promozione in Serie A.

#### Il debutto in Serie A

L'Empoli della stagione 1986-1987, al suo debutto in Serie A

Dopo un necessario esilio iniziale agli impianti di Firenze e Pistoia, in cui tra l'altro gli azzurri sconfiggono l'Inter per 1-0 con uno storico gol di Marco Osio, l'esordiente Empoli dopo le prime due giornate, vola addirittura in testa alla classifica a pari punti (4 punti) con la Juventus, la stessa che affronta proprio nel terzo turno di campionato in un'inedita sfida al vertice, da cui tuttavia escono vincitori i bianconeri per 0-1. Dopo una positiva prima parte di campionato conclusasi a metà classifica, la squadra rischia di perdersi nel finale di stagione: la salvezza arriva infatti solo all'ultima giornata, grazie al successo azzurro sul campo del Como per 1-0, che permette il sorpasso su Brescia ed Atalanta, sconfitte rispettivamente da Juventus e Fiorentina. L'Empoli però rimane in massima divisione solo per un'altra stagione, la quale, complice anche una penalizzazione di cinque punti in classifica, si conclude con la retrocessione.
Nella stagione seguente in Serie B, gli azzurri chiudono il campionato al quattordicesimo ex aequo col Brescia. Per stabilire dunque l'ultima squadra che retrocede, si rende necessario uno spareggio che viene disputato a Cesena: la gara si chiude sul risultato di 0-0 sia dopo i tempi regolamentari che dopo quelli supplementari, mentre ai tiri di rigore riesce a prevalere i bresciani. La squadra toscana si ritrova così in Serie C1 dopo solo due anni dalla partecipazione in Serie A.

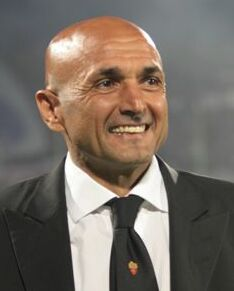
Luciano Spalletti, l'allenatore della promozione in massima serie ottenuta nella stagione 1996-1997

Seguono sette stagioni nella terza divisione del calcio italiano, terminate più volte tra le prime posizioni. Nell'estate del 1991 il trentenne Fabrizio Corsi diventa il presidente della società. Nella stagione 1993-1994 il club toscano rischia la retrocessione in Serie C2: la salvezza viene conquistata ai play-out con alla guida Luciano Spalletti, subentrato a sei giornate dal termine ad Ettore Donati, pareggiando 0-0 ad Alessandria il 12 giugno 1994, dopo aver vinto in casa la gara di andata per 1-0. Dopo la stagione 1994-1995 conclusa all'undicesimo posto, il tecnico Luciano Spalletti viene richiamato ad allenare l'Empoli, ottenendo subito la promozione in Serie B dopo aver disputato e vinto i play-off con il Como. Nello stesso anno gli azzurri conquistano anche la prima Coppa Italia Serie C, superando il Monza con un duplice successo per 1-0 nella finale a gara doppia.
Nel campionato di Serie B 1996-1997 l'Empoli parte subito in maniera positiva e, grazie ad un girone di ritorno ancora migliore con 13 risultati utili consecutivi, giunge al secondo posto in campionato. Con la vittoria all'ultima giornata per 1-0 in casa della già retrocessa Cremonese, l'Empoli conquista la promozione in Serie A per la seconda volta in nove anni: il 15 giugno 1997 gli azzurri portano a termine dunque una doppia promozione consecutiva.

Una formazione dell'Empoli nella stagione 1997-1998, di ritorno in Serie A dopo un decennio

Il torneo di Serie A 1997-1998 è positivo per l'Empoli, che si salva con una giornata d'anticipo concludendo al dodicesimo posto in classifica. Tra i protagonisti azzurri vi è Carmine Esposito che totalizza 14 reti, mentre tra le gare più rappresentative ci sono le vittorie interne su Sampdoria, Lazio e Parma ed il successo esterno a Firenze per 2-1. Nella stagione successiva l'Empoli non riesce a ripetere i risultati del campionato precedente e retrocede matematicamente con quattro turni di anticipo, chiudendo all'ultimo posto con 20 punti, considerando anche i due punti di penalizzazione assegnati dal giudice sportivo per un caso di corruzione "indiretta", a tredici lunghezze dalla penultima. Durante il campionato la società toscana opera il cambio di tre allenatori per far fronte al ripetersi dei risultati negativi.

### Gli anni duemila
Dopo tre campionati in B, con l'ottavo e il quinto posto nel 1999-2000 e nel 2000-2001 rispettivamente, nel campionato 2001-2002 il club azzurro venne promosso in Serie A per la terza volta nella sua storia, giungendo quarto in classifica dietro a Como, Modena e Reggina. Le quattro squadre staccarono nettamente le altre squadre fin dalle prime giornate e si alternarono in testa alla classifica. Nell'ultima gara casalinga di stagione, oltre a festeggiare la promozione in A, Francesco Tavano realizza la sua prima rete in maglia empolese contro il Cosenza di Luigi De Rosa. Nello stesso anno l'attaccante Massimo Maccarone diventò il primo giocatore nella storia dell'Empoli ad esordire nella nazionale maggiore, in un Inghilterra-Italia 1-2 del 27 marzo 2002.
Nel campionato 2002-2003, con Silvio Baldini come allenatore, il club empolese riuscì a raggiungere la salvezza. Durante le prime giornate del torneo stabilì il record di vittorie esterne consecutive per una neopromossa in Serie A, vincendo le prime 4 trasferte (Como-Empoli 0-2, Perugia-Empoli 1-3, Piacenza-Empoli 1-2 e, infine, Brescia-Empoli 0-2). Nello stesso anno un altro suo giocatore, l'attaccante Antonio Di Natale, riuscì ad esordire nella nazionale italiana, il 20 novembre 2002 nell'amichevole Italia-Turchia 1-1. Nell'anno successivo l'Empoli retrocesse in Serie B, pagando soprattutto un'inopinata sconfitta contro il già retrocesso Ancona alla penultima giornata, che di fatto nega agli azzurri un possibile spareggio salvezza contro i cugini della Fiorentina. Nel 2004-2005 venne però ripromosso in Serie A per la quarta volta classificatosi secondo nel campionato di B e risultando primo dopo i processi legali per l'illecito sportivo del Genoa, retrocesso poi dalla A alla C1.

Massimiliano Cappellini, bandiera empolese a cavallo dei due millenni.

Nella stagione 2005-2006, dopo alcuni risultati negativi che condussero all'esonero di Mario Somma e all'ingaggio di Luigi Cagni, l'Empoli raggiunse la salvezza con diversi turni d'anticipo. In questo campionato l'attaccante Francesco Tavano segnò 19 reti (le stesse dell'anno precedente in Serie B), superando il record in singola stagione di Carmine Esposito (14 centri nel 1997-1998), mentre le sue 23 marcature complessive ne fanno il goleador principe della storia azzurra in A (Di Natale si era fermato a 18); All'indomani della sentenza di primo grado della CAF, legata allo scandalo del calcio italiano, l'Empoli avrebbe dovuto partecipare come terza squadra italiana alla Coppa UEFA 2006-2007, ma, non avendo mai chiesto la licenza UEFA per le Coppe europee, ed avendo inutilmente chiesto la procedura d'urgenza per ottenerla, non ne prese parte. Una successiva sentenza di secondo grado tolse parte dei punti di penalizzazione al Milan, il quale riscavalcò i toscani in classifica generale, estromettendoli senza più dubbio dal piazzamento per la UEFA.

#### Dall'avventura in Coppa UEFA alla retrocessione in Serie B
Nel campionato di Serie A 2006-2007 l'Empoli ha chiuso al settimo posto, realizzando 54 punti (record assoluto per la società toscana) e conquistando per la prima volta nella sua storia il diritto a partecipare alla Coppa UEFA. Sempre nella stagione 2006-2007 l'Empoli è riuscito a raggiungere i quarti di finale della Coppa Italia (altro traguardo storico per la società). La prima esperienza europea per la squadra toscana dura solo 2 partite. Luigi Cagni fa scendere in campo squadre rimaneggiate, con l'intento di mantenere i titolari riposati per il campionato. Nel 1º turno di Coppa UEFA l'Empoli affronta gli svizzeri dello Zurigo. Nell'andata al Castellani l'Empoli riesce a prevalere per 2-1, mentre nella partita di ritorno in Svizzera esce sconfitto dallo stadio Letzigrund con il punteggio di 3-0. A seguito di un negativo inizio in campionato e malgrado una vittoria a Milano contro il Milan, campione d'Europa in carica per 1-0, il presidente Fabrizio Corsi esonera l'allenatore Luigi Cagni e lo rimpiazza a fine novembre con Alberto Malesani. Cagni torna sulla panchina dell'Empoli il 31 marzo 2008, ma non riesce a risollevare le sorti della squadra. Nell'ultima giornata il pareggio del Catania contro la Roma per 1-1 rende inutile la vittoria sul Livorno poiché i toscani si ritrovano a un punto dietro i siciliani e a pari punti l'Empoli sarebbe salvo per via degli scontri diretti favorevoli. L'Empoli si classifica 18º in classifica e retrocede in Serie B.
Per la stagione di Serie B 2008-2009, dopo aver trascorso tre anni consecutivi nella massima serie, il presidente Corsi decide reingaggiare Silvio Baldini alla guida della squadra, con l'obiettivo di tornare subito in Serie A.
L'inizio di campionato è discreto e la squadra rimane imbattuta fino alla nona giornata, ma da quel momento vi è un periodo di calo e la squadra subisce molte sconfitte tra cui l'inaspettato 0 a 3 interno nel derby col Pisa. Il presidente decide di dare fiducia a Baldini e la squadra riesce definitivamente a portarsi in zona play-off alla 33ª giornata grazie al successo per 2 a 1 in casa dell'Ancona con reti di Pozzi e Corvia. Da lì in poi rimane imbattuta fino alla fine del campionato, conquistando altre quattro vittorie e cinque pareggi. Si classifica 5º e nella doppia semifinale play-off incontra il Brescia per continuare a lottare per il ritorno nella massima serie.
La gara di andata giocata al Castellani di Empoli finisce 1-1, con i padroni di casa in vantaggio con un gol di Lodi, poi raggiunti dal gol del pareggio di Baronio. Nella semifinale di ritorno, i toscani vengono sconfitti 3-0 (Zoboli, Vass e Rispoli) e devono così rinunciare ai sogni di gloria per il ritorno in Serie A.
Il 16 giugno 2009 viene chiamato sulla panchina dell'Empoli F.C. Salvatore Campilongo (ex allenatore dell'Avellino) che guiderà la squadra nel successivo campionato di Serie B. Nel campionato di Serie B 2009-2010 parte bene con una vittoria per 2-0 sul Piacenza, e con l'obiettivo dichiarato dei play-off promozione. Ma durante tutto il campionato mantiene un rendimento altalenante viaggiando a metà classifica per gran parte del torneo. Il 23 aprile 2010 espugna il difficile campo del Cesena candidato alla Serie A, vincendo 3-2 in rimonta e tornando così a sperare nella promozione. Ma vi seguiranno quattro sconfitte consecutive e un pareggio che faranno scivolare la squadra dal settimo al decimo posto, in cui terminerà la stagione. Nota positiva in questa stagione le 27 reti di Éder e il titolo di capocannoniere.

### Gli anni duemiladieci

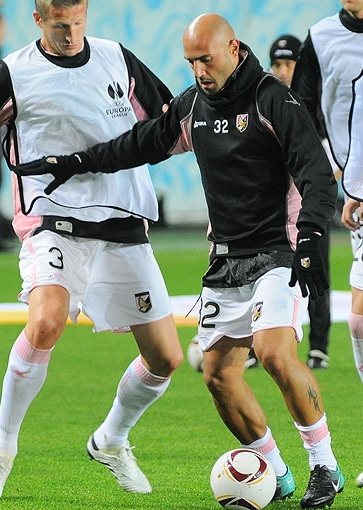
Massimo Maccarone, secondo migliore marcatore della storia azzurra con 102 gol in 280 gare, e primo calciatore empolese convocato in nazionale maggiore

Il 6 giugno 2010 il presidente Corsi affida la squadra ad Alfredo Aglietti proveniente dalla primavera della Sampdoria, che guiderà gli azzurri nella stagione 2010-2011. Gli azzurri, come nella stagione precedente, restano a ridosso della zona play-off, ma falliscono di nuovo l'obiettivo finendo noni. Confermato per la stagione 2011-2012, Aglietti viene esonerato il 2 ottobre 2011 dopo il 2-4 interno contro il Padova, quinta sconfitta nelle prime sette giornate. Al suo posto viene ingaggiato Giuseppe Pillon, tuttavia anch'egli è sollevato dall'incarico dopo nove partite con il misero bottino di 9 punti conquistati; a sostituirlo viene chiamato il 20 novembre Guido Carboni. Il 12 febbraio 2012 avviene un altro avvicendamento in panchina: Carboni è esonerato e sostituito dal rientrante Aglietti. Sotto la guida dell'allenatore aretino la squadra si classifica al diciottesimo posto ed è costretta a disputare i play-out contro il Vicenza diciannovesimo per evitare la retrocessione in Lega Pro Prima Divisione. Allo Stadio Menti finisce a reti bianche, così nella gara di ritorno al Castellani ai toscani basta un altro pareggio per salvarsi, grazie alla migliore posizione di classifica. Dopo aver subito due gol nel secondo tempo, la squadra di Aglietti riesce a pareggiare e al 94º minuto di gioco segna anche il gol della vittoria, guadagnando così la salvezza. Eroe della serata è stato il portiere Renato Dossena che ha parato un rigore decisivo al vicentino Michele Paolucci a pochi minuti dalla fine sul risultato di 2-2. Paolucci era stato l'autore di entrambi i gol del Vicenza che fino a quel momento condannavano l'Empoli alla Lega Pro.
Per la stagione 2012-2013 la squadra è stata affidata al tecnico Maurizio Sarri. Dopo un inizio di campionato a rilento, con gli azzurri relegati in zona retrocessione, la squadra ottiene una lunga serie di risultati positivi, proponendosi come validi candidati alla disputa dei play-off. In questa stagione emergono elementi come Francesco Tavano e Massimo Maccarone, ma anche i più giovani Riccardo Saponara e Elseid Hysaj. Alla fine della stagione si qualifica ai play-off in cui perde la finale con il Livorno (1-1 in casa e 0-1 a Livorno), dopo avere superato il Novara (1-1, 4-1) in semifinale.
Nella stagione successiva l'Empoli ottiene il secondo posto in classifica, dietro il Palermo stravincitore del campionato, e la promozione diretta in Serie A, tornando nella massima serie dopo 6 stagioni dall'ultima apparizione. La gara decisiva è stata l'ultima di campionato disputata il 30 maggio in cui gli azzurri hanno vinto sul Pescara per 2-0.
Nella stagione 2014-2015 l'Empoli, guidato sempre da Maurizio Sarri, ottiene la salvezza grazie ad un gioco divertente e spumeggiante che valorizzerà giocatori come Daniele Rugani, Lorenzo Tonelli e Mirko Valdifiori. A fine stagione il trainer napoletano passa al Napoli e nell'anno 2015-2016 l'Empoli, sotto la guida di Marco Giampaolo (allenatore subentrato a Sarri), ottiene la permanenza matematica con 3 giornate di anticipo e raggiungerà un buon 10º posto in classifica, tornando anche a vincere, il 10 aprile 2016, il derby dell'Arno contro i rivali della Fiorentina con le reti di Pucciarelli e Zieliński, 19 anni dopo l'ultima vittoria, e 30 anni dopo l'ultimo successo al Castellani contro i viola.
Per l'annata 2016-2017, in seguito all'addio di Giampaolo, viene scelto il vice ed ex bandiera Giovanni Martusciello. Con lui gli empolesi sembrano essere virtualmente di nuovo in zona salvezza, tuttavia, complice una clamorosa rimonta del Crotone, retrocedono in Serie B all'ultima giornata, dopo aver perso il match contro il Palermo già retrocesso, retrocedendo dunque assieme ai palermitani (con quest'ultimi rispettivamente dopo tre anni a testa in massima serie) e al Pescara.
Alla fine, nell'estate seguente è esonerato Martusciello e la guida tecnica è affidata a Vincenzo Vivarini. La squadra, lo staff tecnico e societario vengono pesantemente rinnovati e la compagine che si presenta al via del nuovo campionato di B è quasi del tutto nuova rispetto all'anno precedente. Nel mercato estivo l'Empoli conclude degli acquisti molto importanti per la categoria, tra cui quello dell'attaccante Francesco Caputo dall'Entella, tra i bomber più forti della categoria. La società dichiara apertamente di voler tornare subito in Serie A. Nonostante un buon avvio di stagione, che vede l'Empoli nelle prime posizioni della classifica, dopo 19 giornate l'allenatore Vivarini è sollevato dall'incarico. La dirigenza, che vede nella squadra maggiore potenziale di quello realmente espresso, si affida ad Aurelio Andreazzoli uomo da sempre molto legato a Luciano Spalletti, con cui ha lavorato fianco a fianco a Udine e Roma. Con il nuovo tecnico la squadra scala rapidamente la classifica, giungendo alla posizione di vertice e risultando, giornata dopo giornata, la più seria pretendente alla vittoria del campionato. Il 28 aprile 2018, dopo la partita Empoli-Novara, la squadra toscana ottiene il primo posto in Serie B, tornando così in Serie A dopo una stagione.
La stagione 2018-2019 si apre con la vittoria casalinga contro il Cagliari, cui però fanno seguito dieci partite senza vittoria (sette sconfitte e tre pareggi). Il 5 novembre 2018 Andreazzoli è esonerato. Al suo posto viene ingaggiato Giuseppe Iachini ma la squadra continua ad avere un andamento altalenante che la continua a mantenere nelle zone basse della classifica infatti il 13 marzo 2019 viene richiamato Andreazzoli. Con il ritorno del tecnico la squadra ritorna a lottare per non retrocedere fino all'ultima giornata dove però non riesce ad evitare la retrocessione in Serie B dopo la sconfitta per 2-1 a Milano con l'Inter, concludendo al diciottesimo posto con 38 punti.
Per la stagione 2019-2020 la società punta su un nome a sorpresa per la panchina, tentando la risalita in massima categoria. Si tratta di Cristian Bucchi. La squadra parte bene, vincendo anche il derby col Pisa 3-2 in trasferta il 25 settembre 2019, conclude però la stagione al settimo posto (chiamando sulla panchina altri due allenatori, Roberto Muzzi prima e Pasquale Marino poi), conquistando con quest'ultimo un posto nei play-off (persi nel turno preliminare contro il Chievo.)
Nell'estate del 2020 l'Empoli festeggia il suo primo secolo di vita. Per celebrare al meglio la ricorrenza la società azzurra (caduta, purtroppo, in un momento storico non semplice a causa del Covid) crea una maglia speciale, color vinaccia, che rievoca le prime casacche indossate dall’Empoli. Oltre a questo la società azzurra realizza un nuovo logo, un libro che racconta i 100 anni dell’Empoli e un album di figurine in Realtà Aumentata dedicato alla storia azzurra.

### Gli anni duemilaventi
Nella stagione 2020-2021 gli empolesi, allenati dal nuovo tecnico Alessio Dionisi, conquistano la loro settima promozione in Serie A, al termine di un campionato condotto saldamente in testa alla classifica tornando così nella massima serie dopo due stagioni d'assenza. Nonostante la promozione, Alessio Dionisi lascia l'Empoli per accasarsi al Sassuolo e in panchina torna ancora una volta Aurelio Andreazzoli.
Il 28 agosto 2021, al suo ritorno in Serie A, riesce nell’impresa di battere la Juventus all'Allianz Stadium, imponendosi per 1-0 con un gol di Leonardo Mancuso; si tratta di una rete storica poiché i toscani non avevano mai vinto prima in trasferta contro i bianconeri in Serie A. Gli azzurri si impongono come una delle sorprese di inizio campionato, tanto da portarsi a 3 punti dalla zona Champions a fine ottobre, ma il rendimento dopo la sosta nazionali sarà discontinuo, anche se gli uomini di Andreazzoli non saranno mai seriamente a rischio retrocessione, terminando la stagione quattordicesimi con 41 punti. L'attaccante in prestito dall'Inter Andrea Pinamonti, inoltre, realizzerà 13 reti laureandosi capocanonniere. Da ricordare nella stagione anche una clamorosa vittoria contro il Napoli di Luciano Spalletti al Castellani, in cui l'Empoli in svantaggio per 2-0 a 10 minuti dalla fine della partita riesce a ribaltare il risultato 3-2 portando a casa tre punti fondamentali che chiudono il discorso salvezza. Gli empolesi tra l'altro avevano battuto i partenopei pure in trasferta all'andata (0-1).
Nella stagione 2022-2023 la squadra viene affidata al tecnico Paolo Zanetti, reduce da un campionato al Venezia terminato con la retrocessione in Serie B. La squadra raggiunge ancora (questa volta con tre giornate d'anticipo) la salvezza, grazie al pareggio per 1-1 contro la Sampdoria del 15 maggio 2023.
La stagione 2023-24 inizia male per la squadra. Dopo una sconfitta con la Roma nelle prime giornate di campionato per 7-0, Zanetti viene esonerato; al suo posto subentra Aurelio Andreazzoli che riesce ad ottenere delle vittorie (tra cui una in casa del Napoli per 0-1), ma la squadra non trova continuità e rimane in zona retrocessione. La società comunica quindi l'esonero del tecnico veneto, sostituito da Davide Nicola, con il quale la squadra trova finalmente stabilità e riesce a salvarsi all'ultima giornata vincendo per 2-1 contro la Roma grazie ad una rete nel finale di M'Baye Niang. Grazie alla salvezza l'Empoli rimane in Serie A per il quarto anno consecutivo, stabilendo il record di stagioni consecutive nella massima categoria per la squadra azzurra.
Nella stagione 2024-2025 la squadra, dopo la separazione da Nicola, chiama alla guida tecnica Roberto D'Aversa. La stagione parte bene per l'Empoli, che nei primi mesi di campionato raggiunge posizioni alte della classifica. L'8 dicembre i toscani vincono per 4-1 in trasferta a Verona, ma poi, complice anche una grave serie di infortuni, la tendenza si inverte e la squadra torna pericolosamente in zona retrocessione, con quattro mesi e mezzo senza vittorie. Al termine della stagione, nonostante 2 vittorie nelle ultime 3 partite, l'Empoli perde all'ultima giornata contro il Verona per 2-1 al Castellani e si classifica al terzultimo posto. Di conseguenza, i toscani tornano in Serie B dopo quattro stagioni consecutive in massima serie. In compenso le cose in Coppa Italia vanno decisamente meglio, con gli azzurri che riescono a raggiungere la semifinale (si tratta del massimo traguardo storico del club empolese nelle competizioni nazionali), dopo aver battuto in trasferta le favorite Fiorentina e Juventus ai tiri di rigore. Nelle semifinali l'Empoli incontra il Bologna, che si impone nella gara di andata in casa per 3-0 e nella gara di ritorno al Dall'Ara per 2-1.

## Colori e simboli

### Colori
Il colore dell'Empoli è l'azzurro, la divisa primaria è costituita da maglia, pantaloncini e calzettoni azzurri con decorazioni bianche.
Durante il periodo 1920-1921 l'Empoli indossa per l'unica volta nella sua storia una divisa casalinga formata da maglia e calzettoni rossi e pantaloncini neri, mentre durante il periodo fascista, il nero è presente nella divisa empolese, prima nei calzettoni e nei calzoncini, in seguito anche nella maglia, caratterizzata questa da una fascia orizzontale centrale azzurra; nel 1947 la divisa è invece costituita da maglia e calzoncini gialli e calzettoni neri.
In seguito alla seconda guerra mondiale la divisa primaria dell'Empoli varia un completo prettamente azzurro con decorazioni bianche a uno con le colorazioni invertite, assestandosi infine alla prima tipologia di colorazione.

### Simboli ufficiali

#### Stemma
Lo stemma originale dell'Empoli è costituito da due cerchi concentrici (quello più grande e esterno è azzurro, con la scritta "Empoli F.B. Club" e un rombo in basso bianchi, quello più piccolo e interno bianco), all'interno dei quali è presente uno scudo azzurro con le scritte E, F e C in bianco sovrapposte. Segue uno stemma pentagonale bianco con un sottile contorno azzurro, all'interno del quale è presente la scritta PNF (in riferimento al Partito Nazionale Fascista) e un fascio littorio. Successivamente, viene utilizzato uno stemma costituito da uno scudo francese antico azzurro, in alto la scritta "Empoli F.C." in bianco e sotto una riproduzione stilizzata della pieve di Sant'Andrea sempre color bianco; nel corso degli anni si hanno variazioni di quello stemma, invertendo per esempio in bianco con l'azzurro o sostituendo il bianco con il giallo.
Dalla stagione 1983-1984 per tutti gli anni 1980 si ha una parentesi con uno stemma costituito da uno scudo spagnolo bianco, con all'interno una fascia azzurra a sinistra con all'interno un cerchio bianco contenente l'anno di fondazione, il 1920, un asino alato nero al centro, oltre che la scritta in azzurro "Empoli FC" (lo stemma verrà sostituito negli anni 1990, anni 2000 e nei primi anni 2010 da quello precedente).
L'attuale stemma, in uso dal 2013-2014, è un restyling di quello originale, del quale rimane solamente lo scudo azzurro e le lettere E, F e C in bianco, inoltre è presente in alto la scritta in bianco "Empoli F.C." e l'anno di fondazione, che appare più piccolo di prima.
In occasione del suo centenario, allo stesso tempo del Sassuolo, l'Empoli cambia di nuovo logo: la scritta "Empoli F.C." rimane, ma sul lato superiore c'è una striscia in argento che mostra l'anno di fondazione e quello del centenario, il colore blu è più scuro e ritorna la pieve di Sant'Andrea sotto le lettere E, F e C, seppure solo sotto forma di sagoma di colore blu notte.
Passata la stagione del centenario, l'Empoli cambia nuovamente logo: lo stemma del logo, l’acronimo E F C e la scritta EMPOLI F.C. rimangono, ma i colori sono più chiari e con effetti di luce al centro e il font è più attuale. L'anno di nascita del club rimane sempre sulla punta inferiore come nel logo pre-centenario.

Il logo storico usato fino alla stagione 2012-2013
Logo utilizzato dalla stagione 2013-2014 alla stagione 2019-2020
Logo utilizzato nella stagione 2020-2021 in occasione del centenario del club
Logo in uso dal 2021

#### Inno
L'inno ufficiale dell'Empoli dal 2018 è La tua squadra del cuore, composto da Andrea Maestrelli è entrato subito nei cuori Empolesi.

## Strutture

### Stadio

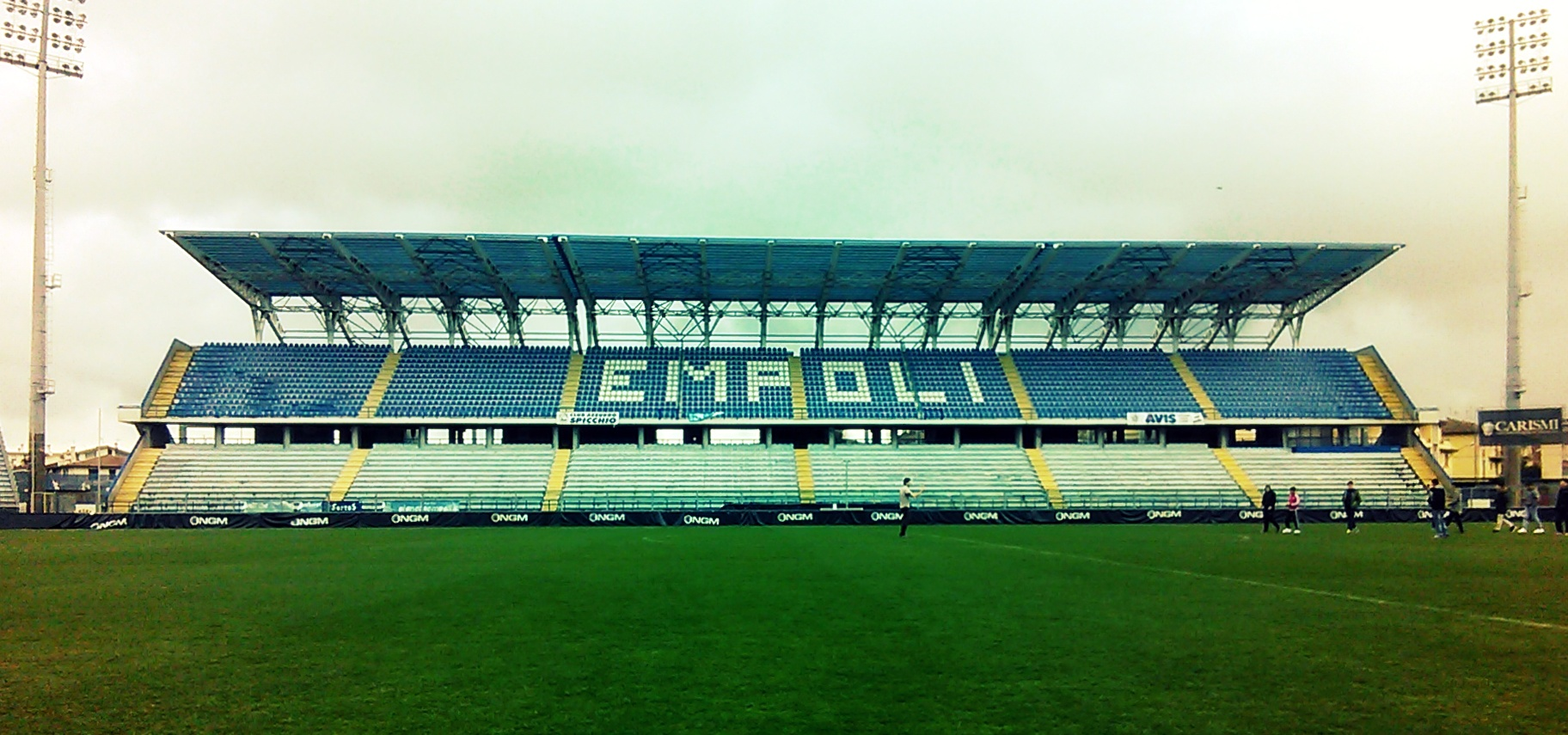
La Maratona del Castellani

L'Empoli disputa i propri incontri casalinghi allo Stadio Carlo Castellani - Computer Gross Arena, costruito nel 1936 e denominato inizialmente "Stadio comunale di Empoli". Nel secondo dopoguerra venne intitolato a Carlo Castellani, giocatore nato nella vicina Montelupo Fiorentino, morto prematuramente dopo la deportazione nel campo di concentramento di Mauthausen. Ed anche alla Computer Gross che grazie allo sponsor si è inserito nel nome dello stadio. Gli azzurri giocano nello stadio fino al 1965, in seguito viene costruito un nuovo impianto con la medesima denominazione; la struttura del nuovo stadio è costituita da una tribuna coperta con 4 000 posti disponibili, e dalla promozione in Serie A del 1986 c'è l'aggiunta delle curve Nord (ampliata nel 1997 insieme al Parterre) e Sud. Sono presenti due campi dal calcio, nella sottotribuna sono presenti spogliatoi e palestre.

### Centro di allenamento
Gli allenamenti della prima squadra empolese e del suo settore giovanile, si svolgono presso il Centro sportivo Monteboro: l'impianto è situato fra le colline empolesi, la struttura si sviluppa entro un ampio perimetro. I locali che ospitano gli uffici e gli spogliatoi sono ricavati dalla ristrutturazione di vecchi edifici tipici della campagna toscana. Il centro è caratterizzato dalla presenza di una serie di terreni di gioco in erba sintetica di ultima generazione, e ospita anche bar e palestre. Inoltre, qui hanno sede gli uffici amministrativi della società e una foresteria destinata ad ospitare i ragazzi non provenienti dal comprensorio empolese.

## Società
Nell'agosto 1920 nacquero due associazioni cittadine dedite al gioco del calcio, il "Football Club Empoli" e la sezione calcistica dell'"Unione Sportiva Empolese", con quest'ultima che confluì quasi subito nel primo sodalizio, che nei decenni successivi cambiò più volte denominazione (nel 1931 "Associazione Sportiva Fascista Empoli", nel 1936 "Dopolavoro Empolese", nel 1938 "Dopolavoro Interaziendale Italo Gambacciani Sezione Calcio", nel 1941 "Associazione Calcio Empoli") per ritornare nel 1943 al nome originario; nel 1968 l'associazione divenne una società per azioni mantenendo la stessa ragione sociale.
La società, avente sede legale in via di Pianezzoli 87 a Empoli (FI) e iscritta alla Camera di Commercio di Firenze, risulta avere, al 2024, 156 dipendenti e un capitale sociale di 1 040 000 euro.
Dal 31 maggio 1991 il club è controllato dall'imprenditore italiano Fabrizio Corsi. Questo controllo di Corsi sull'Empoli è esercitato in qualità maggiore azionista unico, poiché proprietario a titolo personale del 48,90% del capitale del club azzurro. Il rimanente capitale azionario del 51,10%, è detenuto da Immobiliare Calcinaia (7,75%), da Immobiliare Ciari (7,53%), da Aldo Lolli (1,50%) e da altri piccoli azionisti.
La società azzurra non possiede, al 2023, società controllate o collegate.

### Organigramma societario
Il governo societario dell'Empoli Football Club S.p.A., al 2023, prevede un sistema tradizionale formato dall'assemblea degli azionisti, dal consiglio di amministrazione (CdA) e dal collegio sindacale. Il CdA, rinnovato il 30 novembre 2022, è composto da tre membri, nominati dall'assemblea degli azionisti e tutti indicati dalla famiglia Corsi a cui è riferibile la proprietà della società; Fabrizio Corsi ricopre la carica di presidente del consiglio di amministrazione, assunta nel 1991 con l'acquisto del club, mentre la figlia Rebecca è amministratore delegato, di nuova nomina. Il collegio sindacale è composto da tre membri, sempre indicati dalla famiglia Corsi.
Aggiornato al 3 settembre 2024.
- Fabrizio Corsi - Presidente
- Rebecca Corsi - Vicepresidente e amministratore delegato
- Roberto Gemmi - Direttore sportivo
- Armando Perna - Responsabile scouting
- Gianmarco Lupi - Direttore organizzativo
- Luca Lotti - Senior advisor
- Giacomo Ferrari - Direttore finanziario
- Stefano Calistri - Segretario generale
- Simone Giunti - Team Manager
- Federico Bargagna - Responsabile settore giovanile
- Matteo Silvestri - Responsabile area tecnica settore giovanile
- Alessio Vignoli - Segretario settore giovanile
- Luca Casamonti - Addetto stampa e social media manager
- Lorenzo Boldrini - Responsabile ufficio commerciale
- Marco Patrinostro - Supporter liaison officer
- Francesco Assirelli - Responsabile biglietteria
- Giuseppe Spazzoni - Delegato gestione evento
- Aldo Lolli - Collegio sindacale
- Cristiano Baldini - Collegio sindacale
- Claudio Calugi - Collegio sindacale

### Sponsor
Di seguito la cronologia di fornitori tecnici e sponsor dell'Empoli.
| Cronologia degli sponsor tecnici - 1920-1983 Non presente - 1983-1995 Adidas - 1995-2003 Erreà - 2003-2012 Asics - 2012-2015 Royal Sport - 2015-2018 Joma - 2018- Kappa | Cronologia degli sponsor ufficiali - 1920-1982 Non presente - 1982-1983 Roger Kelly Pneumatici - 1983-2000 Sammontana - 2001-2005 Computer Gross - 2005-2007 Frutta/Computer Gross - 2007-2009 Navigare/Computer Gross - 2009-2010 Limonta Sport, Computer Gross - 2010-2015 NGM Mobile, Computer Gross - 2015-2017 Gensan, Computer Gross, Giletti Filati - 2017-2020 Computer Gross, Sammontana (casa), Massimo Logli (trasferta), Giletti Filati (retro), Tenute Piccini (manica) - 2020-2021 Computer Gross, Sammontana (casa), Massimo Logli (trasferta), Pediatrica (retro), Inpa (manica) - 2021-2023 Computer Gross, Sammontana (casa), Saint-Gobain (trasferta), Pediatrica (retro), Contrader (manica) - 2023- Computer Gross, Saint-Gobain, Pediatrica (retro), Sammontana (manica) |

### Impegno nel sociale
L'Empoli è attivo nel campo sociale e umanitario. Nell'agosto 2014 insieme ad altri enti, partecipa all'Ice Bucket Challenge, aiutando la raccolta fondi per la ricerca contro la sclerosi laterale amiotrofica. Nello stesso anno, gli azzurri partecipano all'iniziatva "Un Gol per la Ricerca" sostenuta dall'AIRC, incentivando le donazione per la ricerca sul cancro.

### Settore giovanile

Alessandro Birindelli

Il settore giovanile dell'Empoli è formato da quattro squadre maschili partecipanti ai campionati nazionali (Primavera, Allievi Nazionali e Giovanissimi Nazionali), due partecipanti a livello regionale (Giovanissimi e Giovanissimi B Regionali) e due a livello provinciale (Giovanissimi Provinciali ed Esordienti B Provinciali), oltre a una rappresentativa di Pulcini.
Tra i tornei vinti si ricordano la Scirea Cup nel 2007, un Torneo di Viareggio nel 2000 e due titoli del Campionato Primavera, conquistati rispettivamente nel 1999 e nel 2021. Nel 2014, il settore giovanile dell'Empoli è stato anche inserito tra i migliori 40 settori giovanili del mondo e, più in generale, ha rappresentato il punto di partenza della carriera di futuri professionisti di successo come Antonio Di Natale, Alessandro Birindelli, Davide Moro, Lorenzo Tonelli, Manuel Pucciarelli, Elseid Hysaj, Daniele Rugani, Assane Dioussé, Samuele Ricci, Mattia Viti, Kristjan Asllani, Tommaso Baldanzi, Jacopo Fazzini e Luca Marianucci.

### Sezione femminile
Nell'estate 2016, la società decide di istituire una sua sezione femminile, rilevando matricola e titolo sportivo del Castelfranco, ma lasciando la precedente dirigenza (il presidente Valerio Bachi, con Alessandro Pistolesi come suo vice ed allenatore) per iscrivere in sua vece la squadra, denominata Empoli Ladies FBC, alla stagione entrante del campionato di Serie B. Iscritta nel girone A, al suo primo campionato la neonata squadra riesce subito a conquistare la prima posizione in classifica, superando la Novese, con cui aveva condiviso la parte alta del girone per tutta la durata del torneo.
Nonostante la sua breve storia, nel corso degli anni la società ha consolidato la sua presenza nella massima serie femminile, e al momento gode di un sesto posto nella stagione 2020-2021 come miglior piazzamento di sempre.
Dopo la salvezza con il nono posto nella stagione 2021-2022 e una semifinale di Coppa Italia femminile, l'Empoli Ladies FBC viene venduta al Parma, cambiando denominazione in Parma Calcio 2022, rimanendo attiva col settore giovanile.

## Diffusione nella cultura di massa
L'Empoli, nonostante non sia una delle storiche "provinciali" della penisola, è presente in alcune opere della cultura italiana. In ambito cinematografico il club azzurro è citato nel film Sharm el Sheikh - Un'estate indimenticabile (2010) di Ugo Fabrizio Giordani, nel quale Giorgio Panariello interpreta il ruolo di presidente dell'Empoli.

## Allenatori e presidenti
Di seguito l'elenco di allenatori e presidenti dell'Empoli dall'anno di fondazione a oggi.
- 1920-1921  Bergamaschi
- 1921-1923  Mazzino Merlini
- 1923-1924  Ernst Guzsik
- 1924-1925  Jozsef Papp
- 1925-1926  Maestrelli
- 1926-1927  Károly Fatter
- 1927-1928  Tullio Tuti
- 1928-1929  Reinhold Kristinus
- 1929-1930  Sándor Peics
- 1930-1931  Giuseppe Giustacchini
- 1931-1932  Domenico Lensi
- 1932-1933  Sándor Peics
- 1933-1934  Tullio Tuti
- 1934-1936  Renato Nigiotti
- 1936-1937  Vieri Gamucci
- 1937-1938  Francesco Profumo
- 1938-1939  Antonio Vojak
- 1939-1940  Renato Nigiotti
- 1940-1944  Gino Baggiani
- 1944-1945 ...
- 1945-1946  József Takács[46]
- 1946-1948  Enrico Crotti
- 1948-1949  Renato Tori
- 1949-1950  Renzo Magli
- 1950-1951  Renato Tori
- 1951-1953  Piero Andreoli
- 1953-1955  Vinicio Viani
- 1955-1956  Sergio Ulivieri
- 1956-1958  Arduino Romoli
- 1958-1959  Aredio Gimona
- 1959-1960  Giuliano Tagliasacchi
- 1960-1961  Sergio Ulivieri
- 1961-1962  Egisto Pandolfini
- 1962-1963  Aldo Puccinelli
- 1963-1964  Natale Faccenda
- 1964-1965  Franco Grillone
- 1965-1966  Mario Castaldi
- 1966-1967  Benito Lorenzi
- 1967-1968  Tito Corsi
- 1968-1970  Sergio Cervato
- 1970-1971  Francesco Lamberti
- 1971-1972  Sergio Castelletti
- 1972-1974  Maurizio Bruno
- 1974-1976  Renzo Ulivieri
- 1976-1977  Renzo Melani
- 1977-1978  Giampiero Vitali
- 1978-1981  Gaetano Salvemini
- 1981-1982  Narciso Pezzotti
- 1982-1983  Giampiero Vitali
- 1983-1985  Vincenzo Guerini
- 1985-1988  Gaetano Salvemini
- 1988-1989  Luigi Simoni (1ª-33ª)
 Ferdinando Donati (34ª-38ª e spareggio)
- 1989-1990  Ferdinando Donati (1ª-13ª)
 Vincenzo Montefusco (14ª-34ª)
- 1990-1991  Vincenzo Montefusco (1ª-16ª)
 Giampiero Vitali[47] (17ª-34ª)
- 1991-1992  Francesco Guidolin
- 1992-1993  Walter Nicoletti
- 1993-1994  Ettore Donati (1ª-17ª)
 Adriano Lombardi (18ª-28ª)
 Giuseppe Palazzese e  Luciano Spalletti (29ª-34ª e play-out)[48]
- 1994-1995  Francesco D'Arrigo (1ª-23ª)
 Walter Nicoletti[49] (24ª-34ª)
- 1995-1996  Piero Pelagotti e  Luciano Spalletti
- 1996-1998  Luciano Spalletti
- 1998-1999  Mauro Sandreani (1ª-21ª)
 Corrado Orrico (22ª-34ª)
- 1999-2000  Elio Gustinetti (1ª-13ª)
 Silvio Baldini (14ª-38ª)
- 2000-2003  Silvio Baldini
- 2003-2004  Daniele Baldini (1ª-6ª)
 Attilio Perotti (7ª-34ª)
- 2004-2005  Mario Somma
- 2005-2006  Mario Somma (1ª-20ª)
 Luigi Cagni (21ª-38ª)
- 2006-2007  Luigi Cagni
- 2007-2008  Luigi Cagni (1ª-13ª)
 Alberto Malesani (14ª-31ª)
 Luigi Cagni (32ª-38ª)
- 2008-2009  Silvio Baldini
- 2009-2010  Salvatore Campilongo
- 2010-2011  Alfredo Aglietti
- 2011-2012  Alfredo Aglietti (1ª-7ª)
 Giuseppe Pillon (8ª-16ª)
 Guido Carboni (17ª-27ª)
 Alfredo Aglietti (28ª-42ª e play-out)
- 2012-2015  Maurizio Sarri
- 2015-2016  Marco Giampaolo
- 2016-2017  Giovanni Martusciello
- 2017-2018  Vincenzo Vivarini (1ª-19ª)
 Aurelio Andreazzoli (20ª-42ª)
- 2018-2019  Aurelio Andreazzoli (1ª-11ª)
 Giuseppe Iachini (12ª-27ª)
 Aurelio Andreazzoli (28ª-38ª)
- 2019-2020  Cristian Bucchi (1ª-12ª)
 Roberto Muzzi (13ª-21ª)
 Pasquale Marino (22ª-38ª e play-off)
- 2020-2021  Alessio Dionisi
- 2021-2022  Aurelio Andreazzoli
- 2022-2023  Paolo Zanetti
- 2023-2024  Paolo Zanetti (1ª-4ª)
 Aurelio Andreazzoli (5ª-20ª)
 Davide Nicola (21ª-38ª)
- 2024-  Roberto D'Aversa

- 1920  Dino Brogi
- 1920-1921  Dino Mazzoni
- 1921-1923  Parigi Innocenti
- 1923-1924  Giuseppe Ricci Bardsky
 Parigi Innocenti
 Gino Montepagani
- 1924-1925  Parigi Innocenti
- 1925-1926  Tullio Mazzantini
- 1926-1927  Tullio Mazzantini
 Antonio Del Vivo
- 1927-1929  Vitruvio Cinelli
- 1929-1930  Vitruvio Cinelli
 Anchise Noccioli
- 1930-1931  Dino Salvadori
- 1931-1933  Vieri Valtancoli
- 1933-1936  Onorio Onori

- 1936-1938  Antonio Del Vivo
- 1938-1939  Fernando Codeluppi
- 1939-1940  Martino Masoni[50]
- 1940-1941  Ugo Pagnani
- 1941-1943  Gino Cavallini
- 1944-1945  Lido Violanti
- 1945-1946  Primo Castellani
- 1946-1948  Carlo Rigatti
- 1948-1949  Carlo Rigatti
 Carlo Del Vivo
 Carlo Palagini
- 1949-1955  Carlo Rigatti
- 1955-1956 Comitato di Reggenza
 Ugo Campori
- 1956-1957  Ugo Campori

- 1957-1958  Orfeo Fiorini[50]
 Ugo Campori
- 1958-1960  Ugo Campori
- 1960-1961  Remo Masoni[50]
 Dino Mugnaini
- 1961-1967  Dino Mugnaini
- 1967-1979  Renzo Bagnoli
- 1979-1982  Ardelio Santini
- 1982-1984  Salvadore Comunale
- 1984-1986  Giovanni Pinzani
- 1986-1987  Brizio Grazzini
- 1987-1988  Brizio Grazzini
 Silvano Bini
- 1988-1989  Silvano Bini
- 1989-1991  Pietro Allegri
- 1991-  Fabrizio Corsi

## Calciatori

### Contributo alle Nazionali
Il giocatore dell'Empoli con il maggior numero di presenze è Antonio Di Natale con 4 presenze e anche un gol all'attivo con l'Italia; segue Massimo Maccarone con 2 presenze.
Nella stagione 2014-2015 il C.T. Antonio Conte ha inoltre convocato in nazionale maggiore Daniele Rugani (senza tuttavia farlo esordire) e Mirko Valdifiori, schierato titolare all'esordio in Italia-Inghilterra del 31 marzo 2015 terminata per 1 a 1.
In più c'è da dire che nell'Empoli hanno debuttato molti giocatori d’eccellente caratura; esempi di questi giocatori possono essere: Antonio Di Natale, Claudio Marchisio, Ignazio Abate, Sebastian Giovinco, Eder ed altri.

### Vincitori di titoli
Campioni d'Oceania
- Liberato Cacace (Figi e Vanuatu 2024)

## Palmarès

### Competizioni giovanili
- Campionato Primavera: 2

1998-1999, 2020-2021
- Coppa Italia Primavera: 1

1991-1992
- Torneo di Viareggio: 1

2000
- Memorial Pietro Martinelli: 5

1994, 1998, 1999, 2004, 2008
- Torneo Internazionale Nereo Rocco: 4

1994, 1998, 2001, 2014
- Scirea Cup: 1

2007
- Torneo Internazionale Città di Gradisca - Trofeo Nereo Rocco: 1

2011
- Campionato Nazionale Under-16 Serie A e B: 1

2019
- Gallini Cup: 4

2010, 2012, 2014, 2017

### Altre competizioni
- Serie B: 3

2004-2005, 2017-2018, 2020-2021
- Coppa Italia Serie C: 1

1995-1996
- Serie C1: 1

1982-1983 (girone B)
- Serie D: 2

1960-1961 (girone A), 1962-1963 (girone D)

## Statistiche e record

### Partecipazione ai campionati
Di seguito una tabella raffigurante la partecipazione dell'Empoli ai campionati di calcio organizzati su base nazionale.
| Livello | Categoria         | Partecipazioni | Debutto   | Ultima stagione | Totale |
| ------- | ----------------- | -------------- | --------- | --------------- | ------ |
| 1º      | Serie A           | 17             | 1986-1987 | 2024-2025       | 17     |
| 2º      | Serie B           | 23             | 1946-1947 | 2025-2026       | 23     |
| 3º      | Seconda Divisione | 2              | 1927-1928 | 1928-1929       | 50     |
| 3º      | Prima Divisione   | 6              | 1929-1930 | 1934-1935       | 50     |
| 3º      | Serie C           | 30             | 1935-1936 | 1977-1978       | 50     |
| 3º      | Serie C1          | 12             | 1978-1979 | 1995-1996       | 50     |
| 4º      | Terza Divisione   | 1              | 1926-1927 | 1926-1927       | 7      |
| 4º      | IV Serie          | 3              | 1956-1957 | 1958-1959       | 7      |
| 4º      | Serie D           | 3              | 1959-1960 | 1962-1963       | 7      |

### Statistiche di squadra
L'Empoli esordisce nel girone A del campionato di Promozione toscana nel 1921. La stagione 2020-2021 è la sua 91ª stagione sportiva nazionale. Nel 1927 entra per la prima volta nel calcio nazionale italiano, disputando le finali interregionali della Terza Divisione che lo proiettarono in Seconda Divisione, l'allora terzo livello, nell'allora Direttorio Divisioni Inferiori Nord, l'antenato dell'odierna Lega Pro. Dopo l'istituzione del girone unico nel 1929, l'Empoli gioca 13 edizioni della Serie A, 22 della Serie B, 42 di Serie C e C1, 6 di Prima Divisione e 6 di IV Serie e Serie D.
Nel corso dei 16 campionati di A, l'Empoli ottiene il suo miglior piazzamento, ovvero il settimo posto, nel 2006-2007, mentre il peggior piazzamento sul campo in massima serie è il 18º posto dei campionati 1998-1999 e 2007-2008. L'Empoli è la trentaseiesima squadra con la miglior tradizione sportiva in Italia e la quarantesima che ha totalizzato il maggior numero di punti nella storia del campionato di Serie A. Per quanto riguarda le competizioni internazionali, l'Empoli annovera una partecipazione alla Coppa Uefa, edizione 2007-2008, nella quale viene eliminato al primo turno, con un bilancio complessivo di una vittoria, una sconfitta, due reti realizzate e quattro subite.
Il 19 dicembre 2015 l'Empoli totalizza il record di successi consecutivi nella storia del club in Serie A, con ben 4 vittorie di fila, cosa mai avvenuta al club toscano in Serie A.

### Statistiche individuali

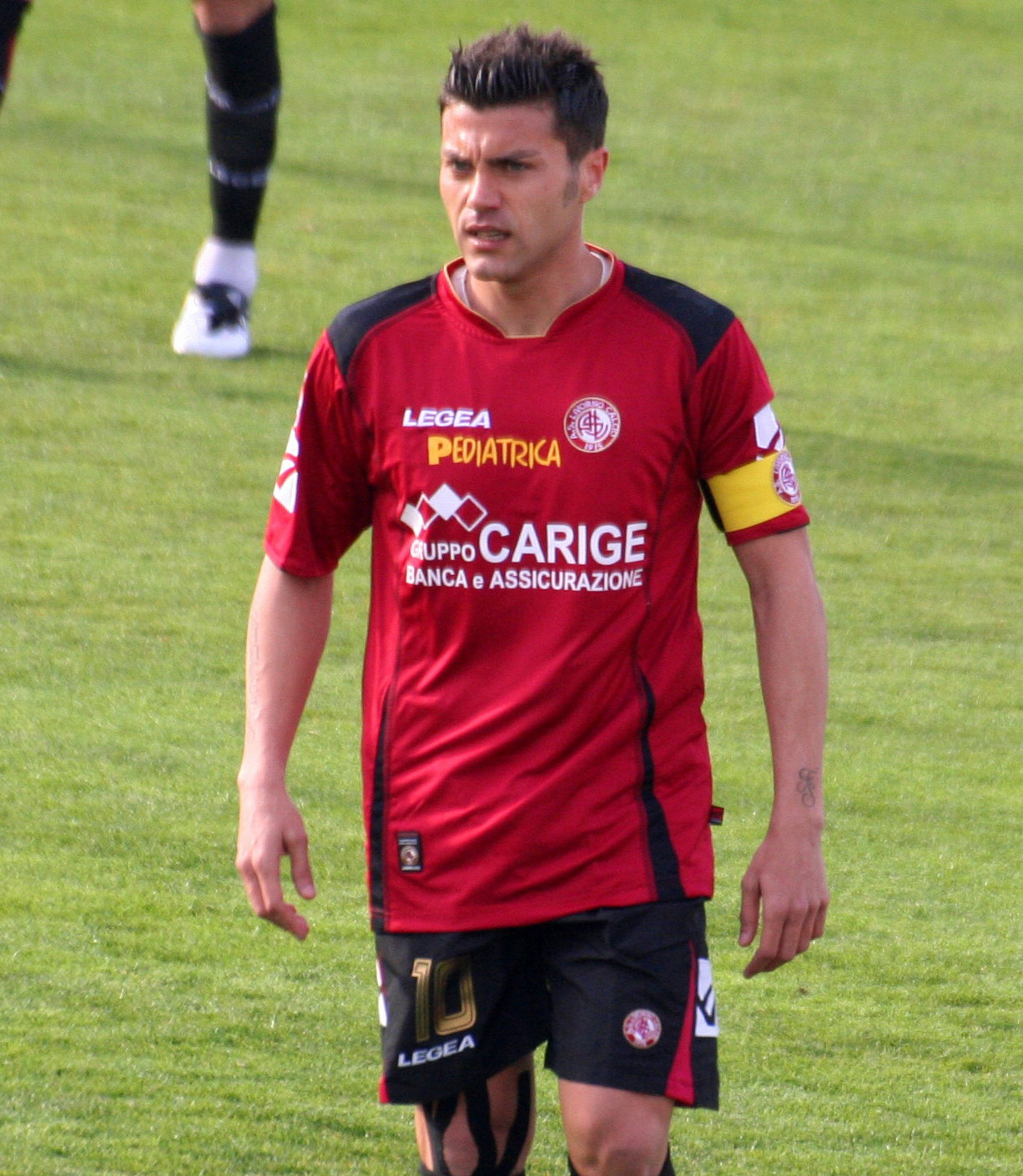
Francesco Tavano, miglior marcatore della storia dell'Empoli con 120 gol in 311 gare

Il miglior marcatore di sempre della storia dell'Empoli è l'attaccante Francesco Tavano: in maglia azzurra ha quasi 300 presenze e oltre 115 reti distribuite in due periodi diversi: dal 2001 al 2006 e dal 2011 al 2015. Il 3 dicembre 2011, con il gol segnato contro l'Ascoli, scavalca Carlo Castellani (calciatore) nella classifica dei migliori marcatori in maglia azzurra, diventando il calciatore più prolifico di sempre della società toscana.
Secondo miglior marcatore di sempre è Massimo Maccarone, che dal 2000 al 2001 e a dal gennaio 2012 al 2017 colleziona quasi 200 gettoni di presenza in maglia azzurra e più di 100 reti tra partite di campionato e di coppa. Il gol messo a segno contro il Lanciano nel novembre 2013 permette all'attaccante di scavalcare Carlo Castellani nella classifica cannonieri azzurra.
Maccarone è però il miglior marcatore empolese relativamente alla Serie A con 27 gol.
Fino alla fine del 2011 il record di reti segnate con la maglia dell'Empoli spetta a Carlo Castellani, forte di 61 marcature in 145 presenze, realizzate dal 1926 al 1930 e dal 1934 al 1939. Inoltre detiene il record del maggior numero di reti segnate in una singola partita da un giocatore dell'Empoli: il match in questione è datato 6 gennaio, durante la gara valevole per il decimo turno del campionato di Seconda Divisione 1928-1929 nel quale Castellani realizza 5 reti contro il Gruppo Officine San Giorgio di Pistoia.
Il giocatore più presente di sempre in Serie A è Antonio Buscè, che in 5 stagioni disputate in massima serie con la maglia empolese conquista 164 presenze. Per quanto riguarda le coppe europee, la prima rete della storia dell'Empoli è realizzata dal difensore Felice Piccolo, il record di presenze spetta invece a Luca Antonini, Davide Bassi, Felice Piccolo, Ignazio Abate, Rincón, Claudio Marchisio, Rey Volpato e Lino Marzorati, tutti quanti con due partite disputate (dati si riferiscono alla Coppa UEFA 2007-2008).
Di seguito i record presenze e marcature dei giocatori dell'Empoli dall'anno di fondazione a oggi, comprese anche le partite di coppa.
In grassetto i calciatori ancora in attività con la maglia dell'Empoli.
Dati aggiornati al 24 gennaio 2024.
| Record di presenze - 325 Davide Moro (2001-2002, 2004-2009, 2010-2015) - 311 Francesco Tavano (2001-2006, 2011-2015) - 297 Antonio Buscè (2002-2009, 2011-2012) - 284 Massimo Maccarone (2000-2002, 2012-2017) - 280 Ighli Vannucchi (2002-2003, 2004-2010) - 274 Fabrizio Ficini (1989-1995, 1996-1999, 2000-2001, 2001-2007) - 257 Massimiliano Cappellini (1996-2005) - 255 Mirko Valdifiori (2008-2015) - 239 Luca Della Scala (1982-1989) - 227 Flavio Giampieretti (1993-1997, 1999-2004) | Record di reti - 120 Francesco Tavano (2001-2006, 2011-2015) - 101 Massimo Maccarone (2000-2002, 2012-2017) - 61 Carlo Castellani (1926-1930, 1934-1939) - 55 Antonio Di Natale (1996-1997, 1999-2004) - 52 Francesco Caputo (2017-2019, 2023-2024) - 49 Luca Saudati (2002-2003, 2005, 2006-2010) - 44 Massimiliano Cappellini (1996-2005) - 42 Carmine Esposito (1995-1998) - 41 Leonardo Mancuso (2019-2022) - 37 Claudio Coralli (2006-2007, 2008-2012, 2012-2013) |

## Tifoseria
Secondo un'indagine condotta e pubblicata annualmente da due società specializzate in sondaggi e ricerche di mercato, la StageUp e la Ipsos, al 2023 la squadra può contare in Italia su un seguito stimato in circa 58 000 tifosi, un dato in crescita rispetto alle rilevazioni degli anni precedenti.
La tifoseria azzurra contribuisce ad una percentuale di riempimento dello Stadio Carlo Castellani, durante le gare casalinghe dell'Empoli, pari al 63,74% nella stagione 2023-2024. La migliore media di pubblico stagionale per la squadra, in campionato, fu registrata nell'annata 1998-1999, quando vi fu una presenza media di 11 358 spettatori per gara. I tifosi empolesi hanno invece fatto segnare il primato di abbonamenti stagionali in campionato per il club, acquistando 6 740 tessere, nella stagione 2015-2016.
Il record assoluto di spettatori per un incontro casalingo del club fu registrato il 25 gennaio 1998, per Empoli-Inter, con 19 720 paganti allo Stadio Carlo Castellani di Empoli.

### Storia

Il gruppo ultras dei Rangers negli anni ottanta.

L'Empoli ha una tifoseria organizzata che staziona nella maratona inferiore del Castellani, nel settore intitolato alla memoria di Emiliano Del Rosso, ultras empolese prematuramente scomparso nel 2004 a causa di un incidente stradale.
I pionieri del tifo e del mondo ultras empolese sono i Rangers 1976 che originariamente appaiono allo stadio come Empoli Club Rangers esattamente il 14 novembre 1976 durante la partita interna contro l'Olbia nel girone B della Serie C1. Questo gruppo si scioglie nel 2012 per dissapori nati in curva legati al tema della tessera del tifoso; le redini del tifo azzurro sono, però, già dagli anni '80, i Desperados 1983. Nel 2014 nasce il gruppo Blue Generation Empoli, che nel 2021, comunica il proprio scioglimento. Nell'agosto 2022 nasce il gruppo Ultras Empoli, dall'unione dei gruppi precedenti Young Ultras Empoli e Ultras Casuals Empoli.
Dal 2017, poi, sono nati gruppi di giovani delle scuole calcio empolesi (Avane, Ponzano) sotto un unico striscione "Ultrassini Empoli Giovani 2017" che nel 2024 si sciolgono definitivamente.

### Gemellaggi e rivalità
I tifosi dell'Empoli sono storicamente gemellati con il Parma dal 25 novembre 1984; con il Montevarchi, a partire dal 12 giugno 1988, in occasione degli spareggi promozione della Serie C2 1987-1988 (disputati ad Empoli) ed, infine, con il Crotone, dalla stagione calcistica 2004-2005 (anche se il rapporto di amicizia tra le due tifoserie è iniziato nel 2000).
Nel febbraio 2023, i tifosi dell'Empoli hanno celebrato un nuovo gemellaggio, quello con i tedeschi del Bayern Monaco, dopo un periodo di stima e amicizia iniziato nel 2014, in occasione della partita di Champions League tra Roma e Bayern Monaco, terminata 1-7 il giorno 21 ottobre, dove un piccolo gruppo di tifosi toscani si era unito ai bavaresi. Si tratta di un gemellaggio con il gruppo "Schickeria", uno dei principali della curva bavarese.
La tifoseria dell'Empoli è legata amichevolmente con il gruppo dei tifosi perugini degli "Ingrifati": amicizia suggellata anche dal gesto, nel dicembre 2014, da parte della tifoseria del Perugia di ricordare con uno striscione Emiliano Del Rosso, leader del gruppo ultrà dei "Desperados". Inoltre, esiste anche un rapporto di amicizia con la tifoseria del Fasano, in particolare tra i "Desperados" e gli "Allentati" (gruppo organizzato fasanese).
Nel corso degli anni sono maturate delle accese rivalità tra i tifosi dell'Empoli e quelli di altre tifoserie (soprattutto toscane): attualmente la più sentita è quella con i tifosi della Fiorentina che impegna la compagine azzurra nel derby dell'Arno. I rapporti sono tuttora tesi anche con i tifosi carpigiani,, bresciani, sassolesi, udinesi, pistoiesi, senesi, lucchesi e cesenati.

## Organico

### Rosa 2025-2026
Rosa aggiornata al 14 agosto 2025.
| N. |                    | Ruolo | Calciatore             |
| -- | ------------------ | ----- | ---------------------- |
| 1  | Italia (bandiera)  | P     | Samuele Perisan        |
| 2  | Italia (bandiera)  | D     | Marco Curto            |
| 5  | Italia (bandiera)  | D     | Nosa Obaretin          |
| 6  | Italia (bandiera)  | C     | Duccio Degli Innocenti |
| 7  | Italia (bandiera)  | C     | Salvatore Elia         |
| 8  | Italia (bandiera)  | C     | Luca Belardinelli      |
| 9  | Italia (bandiera)  | A     | Pietro Pellegri        |
| 10 | Romania (bandiera) | C     | Rareș Ilie             |
| 11 | Albania (bandiera) | C     | Stiven Shpendi         |
| 12 | Italia (bandiera)  | P     | Federico Brancolini    |
| 14 | Spagna (bandiera)  | C     | Gerard Yepes           |
| 15 | Gambia (bandiera)  | D     | Joseph Ceesay          |
| 19 | Italia (bandiera)  | A     | Marco Nasti            |
| 20 | Italia (bandiera)  | D     | Matteo Lovato          |
| 21 | Italia (bandiera)  | P     | Andrea Fulignati       |
| 22 | Italia (bandiera)  | P     | Francesco Versari      |
| 24 | Nigeria (bandiera) | D     | Tyronne Ebuehi         |
| 25 | Italia (bandiera)  | C     | Lorenzo Ignacchiti     |

| N. |                      | Ruolo | Calciatore         |
| -- | -------------------- | ----- | ------------------ |
| 27 | Italia (bandiera)    | D     | Brando Moruzzi     |
| 28 | Italia (bandiera)    | D     | Gabriele Indragoli |
| 29 | Italia (bandiera)    | D     | Lorenzo Tosto      |
| 31 | Belgio (bandiera)    | D     | Jeremy Moray       |
| 32 | Svizzera (bandiera)  | C     | Nicolas Haas       |
| 34 | Italia (bandiera)    | D     | Gabriele Guarino   |
| 36 | Polonia (bandiera)   | D     | Dawid Bembnista    |
| 37 | Polonia (bandiera)   | C     | Iwo Kaczmarski     |
| 39 | Italia (bandiera)    | C     | Andrea Sodero      |
| 41 | Danimarca (bandiera) | C     | Ank Asmussen       |
| 42 | Svezia (bandiera)    | D     | Kevin Pasalic      |
| 48 | Italia (bandiera)    | A     | Edoardo Zanaga     |
| 53 | Italia (bandiera)    | C     | Danilo Busiello    |
| 70 | Italia (bandiera)    | C     | Edoardo Saporiti   |
| 77 | Ucraina (bandiera)   | A     | Bogdan Popov       |
| 79 | Argentina (bandiera) | D     | Franco Carboni     |
| 89 | Italia (bandiera)    | A     | Thomas Campaniello |
| 90 | Italia (bandiera)    | A     | Ismael Konate      |
| 96 | Italia (bandiera)    | C     | Andrea Orlandi     |

### Staff tecnico
Aggiornato al 11 luglio 2025.
- Guido Pagliuca - Allenatore
- Marco Domenichini - Vice allenatore
- Salvatore Sullo - Vice allenatore
- Nazzareno Tarantino - Vice allenatore
- Luigi Turci - Preparatore dei portieri
- Leonardo Baldini - Preparatore dei portieri
- Danilo Massi - Preparatore atletico
- Rocco Perrotta - Preparatore atletico
- Riccardo Ragnacci- Preparatore atletico
- Andrea Vieri - Preparatore atletico
- Diego Chiesi - Recupero infortunati
- Giampiero Pavone - Match analyst

Area sanitaria
- Luca Gatteschi - Responsabile sanitario
- Jacopo Giuliattini - Medico sociale
- Giuseppe Anania - Medico sociale
- Mirco Baldini - Fisioterapista
- Francesco Brandinelli - Fisioterapista
- Francesco Marino - Fisioterapista
- Claudio Patti - Fisioterapista
- Marta Pieraccioli - Nutrizionista
- Daniele Palla - Podologo

Magazzinieri
- Luca Batini - Magazziniere
- Sauro Spera - Magazziniere